# Steinbrecherhaus
Das Mühlsteinmuseum Steinbrecherhaus ist ein Wohnhaus einfacher Arbeiter, das zu Beginn des 19. Jahrhunderts errichtet wurde und auf dem Gelände des Mühlsteinbruchs Scherer im Obervormarkt der Stadt Perg steht.

## Beschreibung

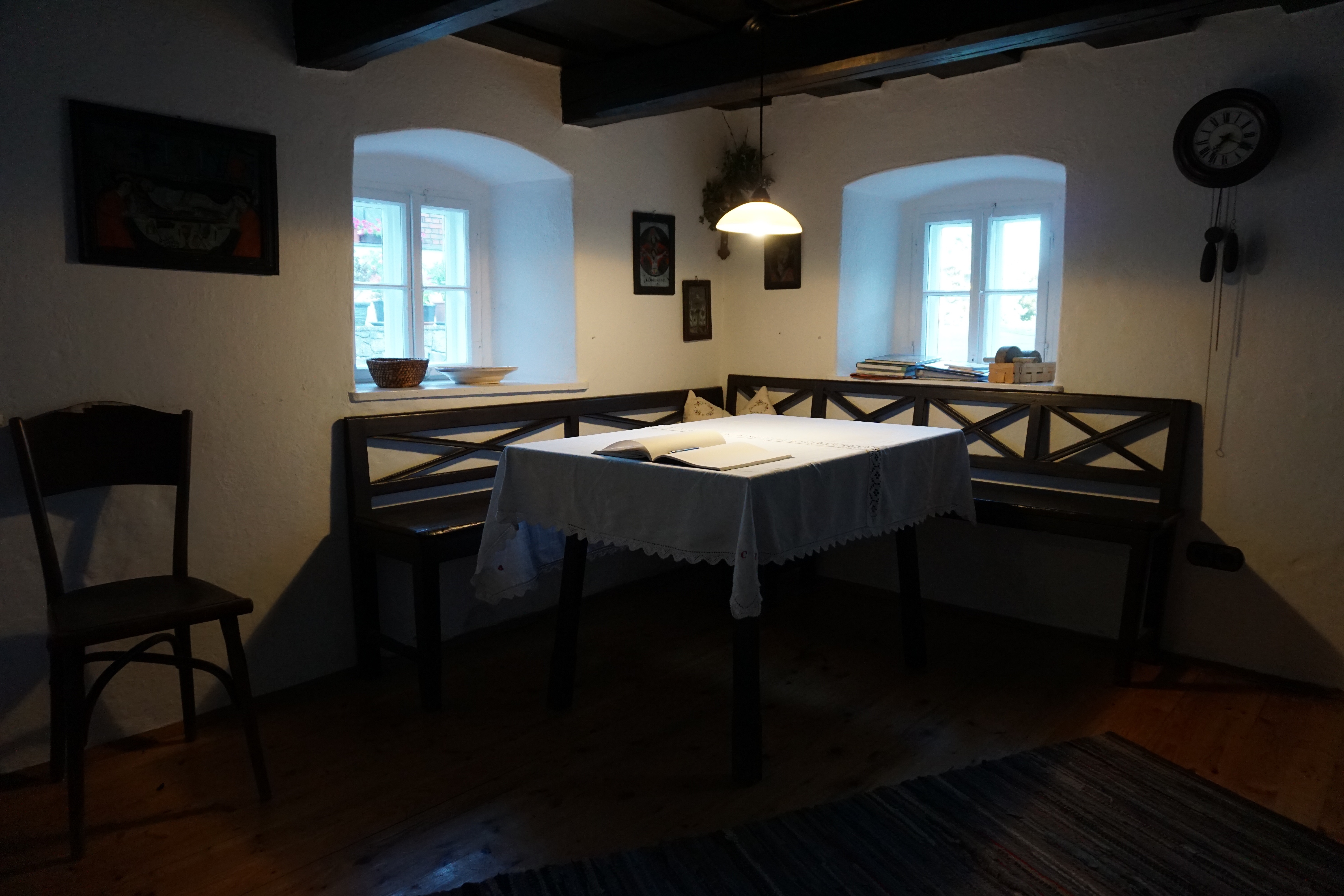
Sitzecke in der Stube des Steinbrecherhauses

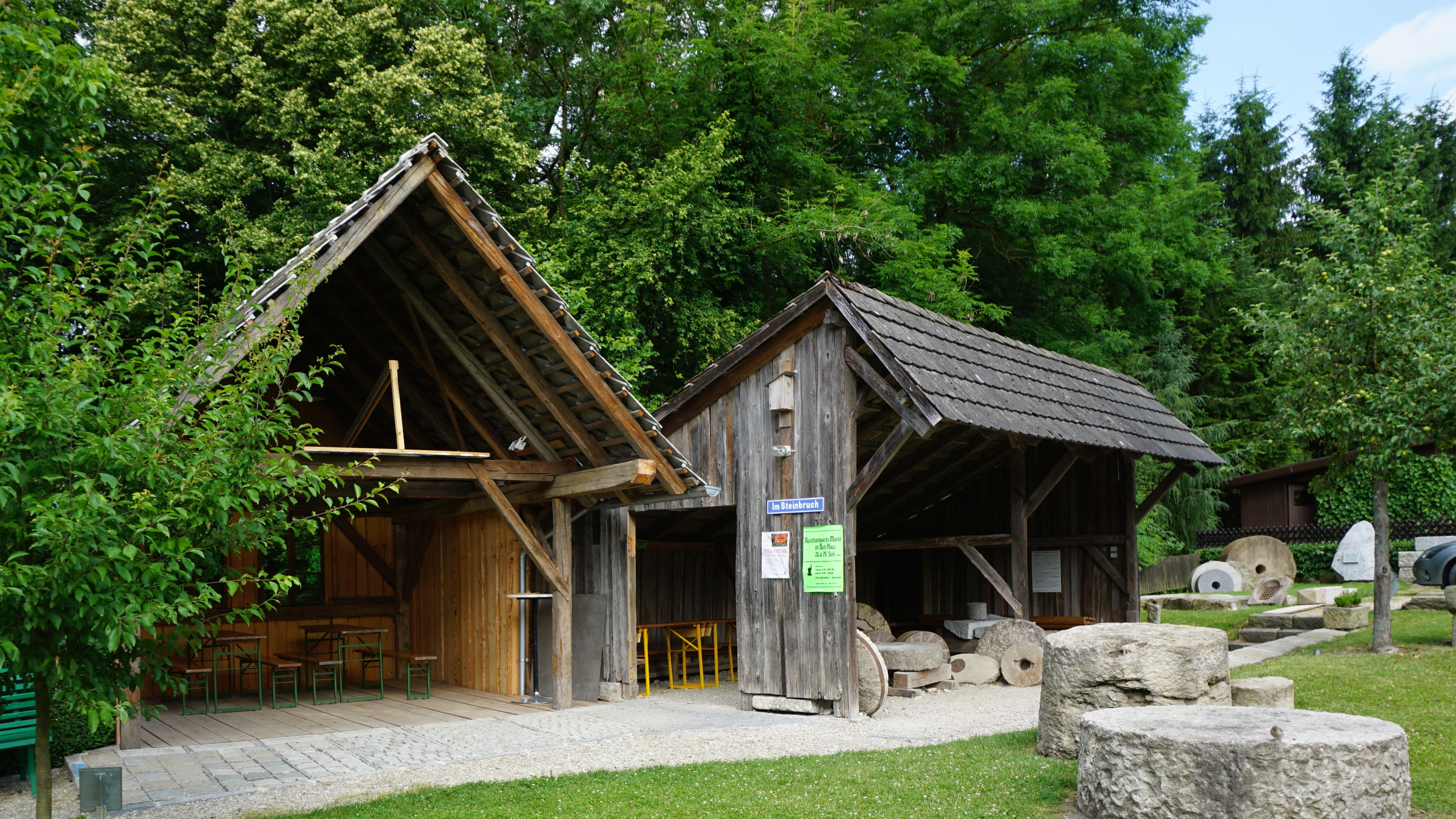
Arbeits- und Gartenhütte

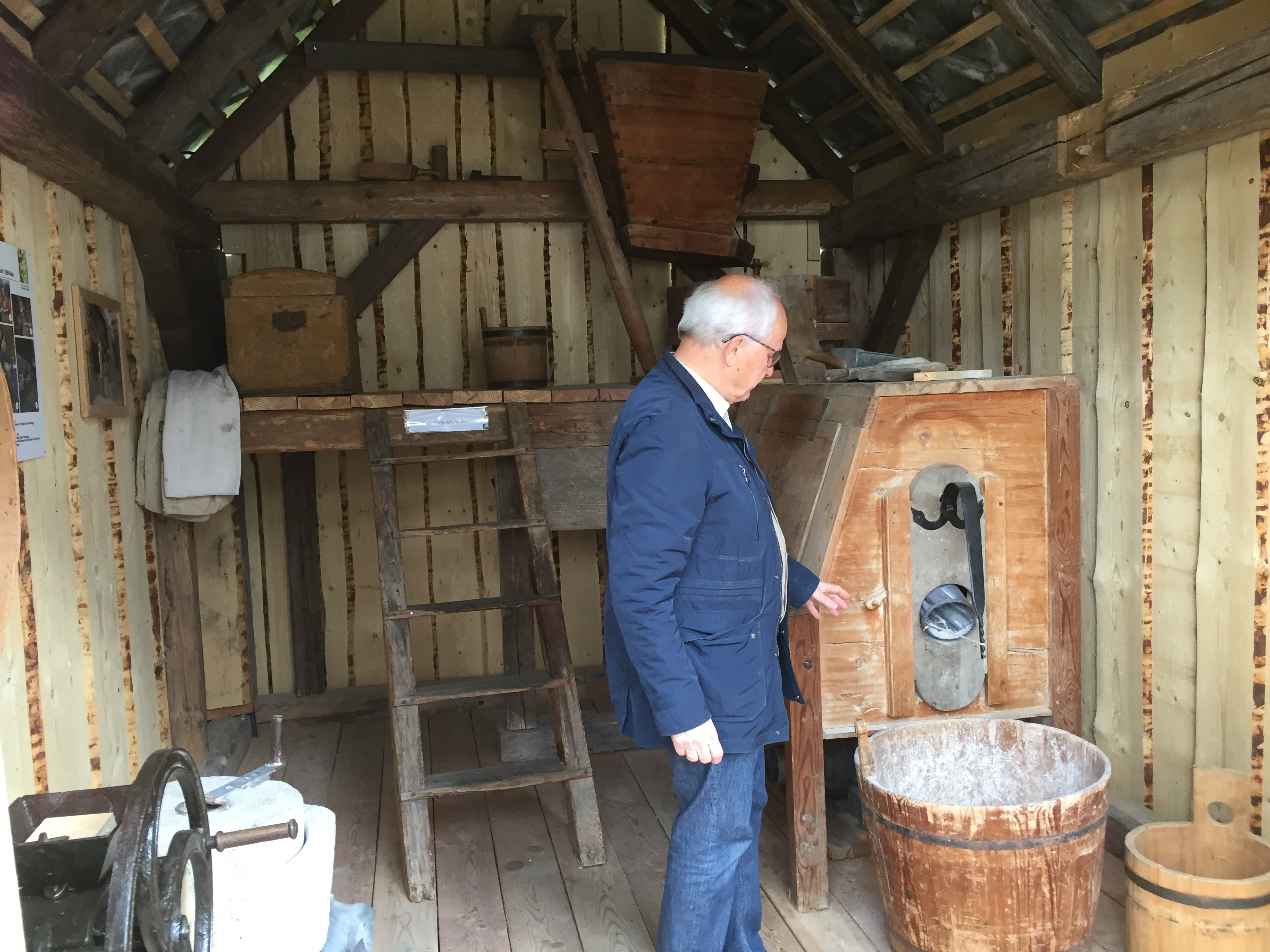
Ursprünglich im Maltatal in Kärnten aufgestellte Bauernmühle. Diese wurde 2019 nach Perg übersiedelt und ergänzt das denkmalgeschützte Mühlsteinmuseum Steinbrecherhaus.

Das 1802 errichtete Gebäude befand sich bis Anfang des 21. Jahrhunderts in Privatbesitz und war bewohnbar. Es wurde vom Verein Steinbrecherhaus unter Obmann Harald Marschner erworben und 2007 renoviert, wobei weitgehend der ursprüngliche Zustand bewahrt werden konnte.
Dadurch können die Lebensbedingungen einfacher Menschen gut nachempfunden werden. Das Museumsgebäude besteht aus einer Stube mit Tisch, Bänken und Kachelofen, einer Rauchkuchl mit einfachen Haushaltsgeräten sowie einem Ausstellungsraum mit Bildmaterial, Steinobjekten und Werkzeugen.
Auf dem dazugehörigen Grundstück wurde eine Arbeitshütte original wiederaufgebaut und eine Gartenhütte mit Schautafeln zur regionalen Geologie errichtet. Davor befinden sich auf der Wiese ein Steingarten mit Werkstücken aus Sandstein und Granit. Das Gelände reicht im Westen bis zum Hinterbach, zu dem vorbei an einem Erdkeller Stufen führen. Direkt am Bach wurde ein sogenannter Widder, ein altes hydraulisches Pumpwerk, wieder in Betrieb genommen.
Mit einer 2019 aus dem Maltatal nach Perg übersiedelten Bauernmühle (Meisingermühle, benannt nach dem ursprünglichen Aufstellungsort bei einem Bauern in Kärnten) wird die Steinmüllerei, das Mahlen von Getreide, gezeigt. Mühlsteine aus verschiedenen Gesteinen für unterschiedliche Mahlvorgänge zeigen die über jahrtausende entwickelte Vielfalt des Mahlens.

## Denkmalschutz und Auszeichnung
Das Steinbrecherhaus wurde im Ensemble mit dem in Sandstein gehauenen Erdstall Ratgöbluckn und der musealen Freilichtanlage Mühlsteinbruch Scherer 2009 mittels Bescheid unter Denkmalschutz gestellt. 2008 erhielt der Verein Steinbrecherhaus den oberösterreichischen Volkskulturpreis, weil mit der Rettung des Steinbrecherhauses ein wertvolles Gebäude alter Volksarchitektur erhalten werden konnte.

## Zunft der Mühlsteinbrecher
Die erstmalige urkundliche Erwähnung der Perger Steinbrecher erfolgte 1391. Der Markt Perg verdankt seine Entstehung und Blüte im Mittelalter u. a. der Gewinnung von Mühlsteinen aus dem Sandstein. Perger Mühlsteine (u. a. aus dem Mühlsteinbruch Scherer) fanden weit über die Grenzen von Perg hinaus Verbreitung. Die Zunft der Mühlsteinbrechermeister umfasste 30 bis 40 Perger Bürger samt ihren Gehilfen und bestand bis 1859. Die Zunftfahne der Perger Mühlsteinbrecher ist im Heimathaus-Stadtmuseum Perg ausgestellt. Die Bezeichnung Mühlsteinbrecher änderte sich ab 1872 zu Mühlsteinhauer.

## Nutzung
Das Mühlsteinmuseum Steinbrecherhaus dient neben musealen Zwecken auch für Leseabende, Kasperltheateraufführungen, Sonderausstellungen und Volksmusikveranstaltungen. Es liegt am Donausteig, ist Station der Perger Natur-Erlebensräume und wird im Rahmen von Steinbrecher-Spaziergängen des Heimat- und Museumsvereins Perg besucht.